# بابيكا

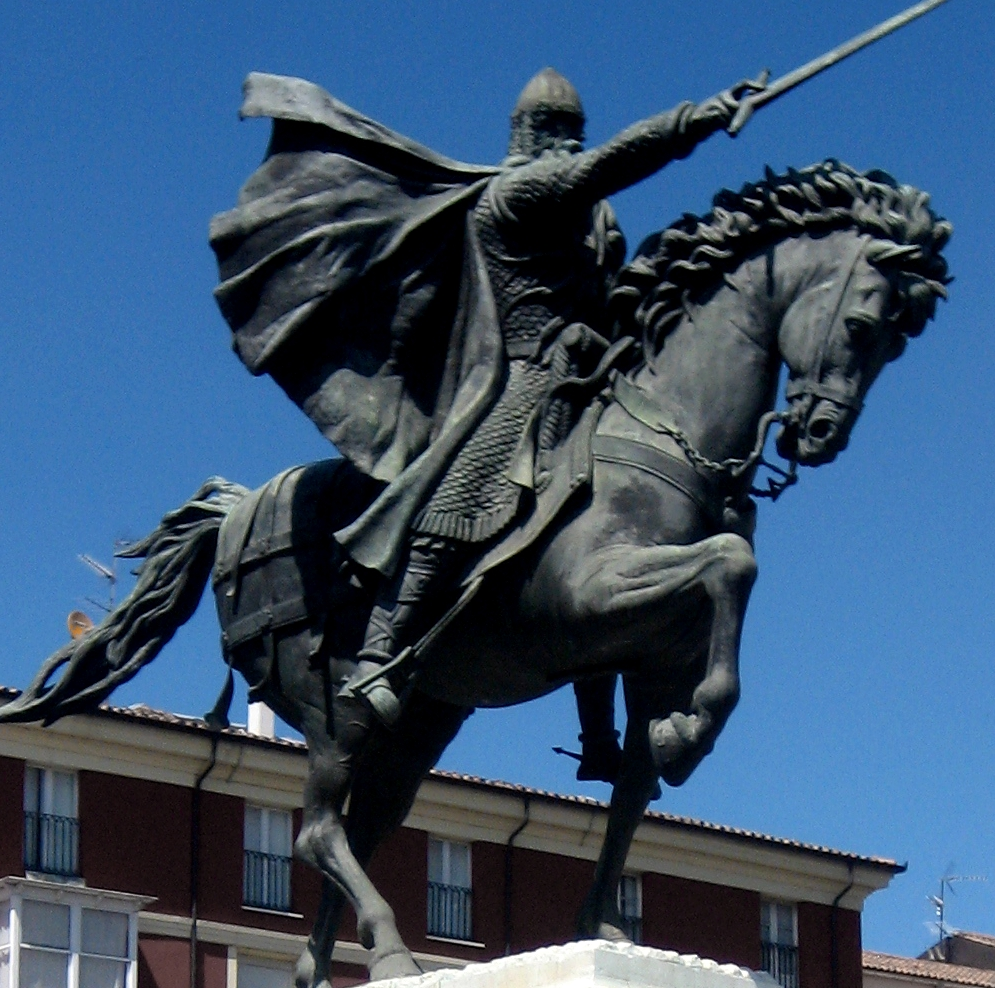
تمثال السيد على رأس جسر سان بابلو في برغش

بابيكا (بالإسبانية: Babieca)‏ هو حصان أسطوري ذُكر في كتابات أدبية، مثل ملحمة السيد (المكتوبة ق. 1200م) وبعض الكتابات الأدبية اللاحقة المتعلقة بشخصية النبيل القشتالي رودريغو دياث المعروف ب «السيد الكمبيادور» الذي سيطر على شرق شبه الجزيرة الإيبيرية في نهايات القرن الحادي عشر الميلادي.

## بابيكا في المصادرالأدبية
قبل ذكره في نشيد السيد، وصفت فرس البطل القشتالي دون تسميتها في قصيدة كارمن كامبيدوكتوريس أو قصيدة السيد اللاتينية (المؤلفة عام 1190) وجاء وصفها على أنها فرس من شمال إفريقيا، اشتُرِيَت بألف دينار رشيقة الحركة وسريعة جداً، لذلك برزت قيمتها بين خيول الحرب التي كانت قوية وثقيلة وبطيئة الحركة نسبياً.
غير أنها ذكرت في نشيد السيد باسم بابيكا في المشهد الذي يحكي أحداث الاستيلاء على فالنسيا وعند لقاء السيد بزوجته وابنتيه، وقد أخذها السيد تذكاراً للنّصر كما يرد في القصيدة وفي الكتابات التاريخية النثرية اللاحقة التي تحدثت عن انتصار السيد على أحد ملوك الطوائف في إشبيلية.
«وأن يحضِروا بابيكا التي كسبها من فترة قصيرة»
نشيد السيد، البيت 1573
في وثائق الإرث الأدبي الذي يعود للقرن الثالث عشر يعني اسم الفرس «بابيكا» الذي ظهر في نشيد السيد «حمقاء» أو «مغفّلة» فقط. واعتماداً على هذا المعنى شُكّلت الأسطورة التي تفسر معنى الاسم والتي نجدها موثقة في السجلات التاريخية الخاصة بالسيد، حيث تم تخيل أحداث حول طفولة البطل:
وقد طلب من عرّابه بعد مدة من الزمن مهرة من أفراسه. وحين أتى الوقت ليمنحها له، وضعه بين العديد من الأفراس مع كثير من الأمهرة الجيدة، وأمره أن يختار وأن يَتّخذ الأفضل (...) فخرج مع مهرة قبيحة وجرباء، فقال لعرّابه: «أريد هذه»، فقال له عرّابه يستشيط غضباً: «بابيكا، يالا سوء الاختيار»، حينئذٍ قال رودريغو: «هذا الخيل سيكون جيدا، ويجب تسميته بابيكا». (السجلات التاريخية الخاصة بالسيد)

## أصل التسمية
وبالرغم من جهود البحث عن سبب تسمية الفرس كما يرد في نشيد السيد لم تصل النتائج إلى تفسير مُرضٍ. وكانت أفضل فرضية تلك التي وضعها مارتن دي ريكير عام 1953 مؤكّداً على أن اسم «بابيكا» قد يتشابه مع حصان ويليام الصامت، في الجلسات الملحمية الفرنسية، وكان اسم الحصان باوسان، الذي يعني في اللغة القشتالية في القرون الوسطى مُغَفّل أو أحمق مثلما هو معنى كلمة «بابيكا».
وعرض رامون مننديث بيدال تفسيرات أخرى لهذه التسمية مبيناً أن استخدام الاسم كان لأسباب هزلية في إشارة إلى كنية فرس السيد، غير أن هذه الفرضية لا تتطابق مع وصف الفرس ولا المضمون الملحمي للقصيدة.
وبدون دليل موثق، كان يعتقد أن «بابيكا» تدل على بابيادور (مُسَال اللعاب)، غير أنه لا يوجد أي دليل على الإطلاق على صحة هذا المعنى وليس من الممكن أن ربط اشتقاق كلمة «بابيكا» مع «بابيادور».
وأخيراً، طرحت دراسة حول أن الاسم يأتي من لهجة أراغون حيث كلمة بابيكا (أو بابويكا) تعني بومة. المعنى ذاته نجده مُوّثق في اللهجات الكاتالونية مثل منطقة امبوردان بمعنى بوم الغاب أو البوم الصّياح.

## قبر بابيكا
بحسب أسطورة كاردينيا التي تدور حول دير سان بيدرو دي كاردينيا حوالي عام 1270، فإن زوجة السيد وضعت جثة السيد فوق بابيكا ليظن أعداؤه أنه لا يزال على قيد الحياة. ولم يمتطِ أحد الفرس مرة أخرى، وبعد عامين توفيت بسن غير معتاد عن أربعين عاماً. بحسب هذا الإرث التاريخي، دُفِنَت في مكان ما في دير سان بيدرو دي كاردينيا على بعد عشرة كليومترات من برغش في بلدية كاستريو ديل فال وبالقرب من مدينتي كاردينياجايمينو وكارسيدو دي برغش.
وفي الساحة أمام الواجهة الرئيسية الذي تظهر فيها صورة السيد المحارب، يوجد تمثال قلب يسوع الأقدس وعلى اليسار حجر منحوت من كتلة واحدة يحمل أسطورة تلمح للفرس بابيكا. ويتصادف هذا مع المكان الذي دُفِنَ فيه الحيوان المخلص على الرغم من أن الحفريات الأثرية التي موّلها دوق ألبا عام 1949 لم تحصل على نتائج مقنعة حول هذا.